# Schnaudertal
Schnaudertal település Németországban, azon belül Szász-Anhalt tartományban. Lakosainak száma 883 fő (2023. december 31.).

## Népesség
A település népességének változása:
| Lakosok száma | 952  | 931  | 907  | 905  | 883  |
|               | 2017 | 2019 | 2021 | 2022 | 2023 |